# Spinosantia muelleri
Spinosantia muelleri là một loài chân đều trong họ Santiidae. Loài này được Wolff & Brandt miêu tả khoa học năm 2000.